# Тифенталь (Рейнхессен)
Тифенталь (нем. Tiefenthal) — община в Германии, в земле Рейнланд-Пфальц.
Входит в состав района Бад-Кройцнах. Подчиняется управлению Бад Кройцнах. Население составляет 128 человек (на 31 декабря 2010 года). Занимает площадь 1,35 км².